# 마에다 마사후미
마에다 마사후미(일본어: 前田 雅文, 1983년 1월 25일 ~ )는 일본의 전 축구 선수이다.

## 구단 경력
과거 감바 오사카, 방포레 고후, 더스파 구사쓰에서 활동하였다.